# My Own Summer (Shove It)
«My Own Summer (Shove It)» es un sencillo de la banda de metal alternativo Deftones, el primero en ser extraído del álbum Around the Fur. Logró llegar al puesto 29 de la lista de éxitos británica UK Singles Chart y formó parte de la banda sonora original de la película The Matrix.

## Video musical
El video fue dirigido por Dean Karr. Comienza mostrando una jaula cayendo al fondo del mar, y como este se tiñe de sangre, mientras la banda toca encima de unas jaulas flotantes anti-tiburones. Luego, un tiburón aparece y se ve puede ver como engulle un pedazo de carne, presumiblemente estaba en el contenido de la jaula. Al final del video, Chino Moreno cae al agua.
«My Own Summer (Shove It)» esta puesto en el número 80 en «Los 100 mejores canciones de Heavy Metal de todos los tiempos, por la revista estadounidense Rolling Stones.

## Listado de canciones
Todas las canciones escritas por Deftones. Las letras fueron escritas por Chino Moreno, excepto "My Own Summer (Shove It)" y "Lotion", por Chino Moreno y Deftones.
Disco uno
1. «My Own Summer (Shove It)» – 3:35
2. «Lotion» (Live) – 3:54
3. «Fireal» - Swords (Live) – 6:23
4. «Bored» (Live) – 5:17

Disco dos
1. «My Own Summer (Shove It)» – 3:35
2. «Root» (Live) – 4:36
3. «Nosebleed» (Live) – 4:23
4. «Lifter» (Live) – 4:49

Las canciones en directo fueron grabadas en la sala Melkweg, Ámsterdam, el 13 de octubre de 1997.